# MIRC
Ne doit pas être confondu avec IRC.
mIRC est un logiciel client de discussion instantanée (chat) utilisant le protocole IRC pour Microsoft Windows. Écrit par Khaled Mardam-Bey, il est distribué en partagiciel (en anglais, shareware).
L'auteur le prononce épelé "m-I-R-C" ou abrégé "mirk". Il n'est pas établi si le "m" initial signifie Mardam-Bey ou quoi que ce soit (l'auteur dit seulement : « il se pourrait qu'il vienne de 'moo'(.dll), ou peut-être même de MU »).
Sa grande popularité amène certains utilisateurs peu avertis à confondre mIRC, le client IRC, et IRC, le protocole, pensant qu'ils se connectent à un serveur mIRC sur lesquels ils joignent des salons IRC.

## Fonctionnalités

Ancien logo de mIRC.

Outre les commandes IRC de base, mIRC dispose de quelques fonctionnalités particulières comme son propre langage de script et la colorisation du texte.
- Un langage de script, plus communément appelé mSL pour mIRC Scripting language, basé sur des commandes et des évènements
- Connexion à de multiples réseaux
- Support des DCC pour le transfert de fichiers et le chat
- Protection contre le téléchargements de certains types de fichiers dangereux
- Support du FServe[pas clair]
- Formatage du texte à l'aide de codes de contrôle ASCII et spécifiques à mIRC (mIRC supporte couleurs, gras, souligné, et italique depuis la version 7.1)
- Support de SSL et des proxies
- Support de l'unicode[2]
- Support d'IPv6

### Langage de script
Le langage de script intégré à mIRC permet de développer des scripts, appelés remotes, de manière à réagir à des évènements ou à des commandes personnalisées. Le langage de script mIRC ne se limite pas à la sphère IRC, car il supporte les objets COM, les appels aux DLL, sockets et dialogues, entre autres. Il est donc possible de coder une variété étendue de fonctions, telles qu'un lecteur multimédia, un robot IRC, un serveur de fichier, des jeux, etc.
Ces scripts peuvent être déclenchés soit par une commande entrée par l'utilisateur (alias) ou via un menu contextuel (popup), soit à la suite d'un événement survenu sur le canal (remote). 
Aucun script n'est intégré par défaut, cependant de nombreux scripts sont disponibles un peu partout sur internet, et certains sites les référencent (voir les liens externes en bas de page).
Le terme script désigne aussi, par extension, un client mIRC auquel a été ajouté un ensemble cohérent de scripts mIRC visant à l'optimiser pour certains types d'utilisation.

### Slap
Une fonction souvent attribuée à mIRC, bien qu'elle ne lui soit pas exclusive, est la possibilité de slapper quelqu'un en faisant un clic droit sur sa victime. L'unique but de son utilisation est l'affichage de la phrase "Alice slaps Bob around a bit with a large trout", ce qui revient à l'exécution d'une commande /action (ou /me).
Cette phrase est supposée être une référence à la Fish-slapping dance des Monty Python. Cette fonction peut être retirée en éditant un des (simples) scripts fournis à l'installation de mIRC.

## Critiques
- Le langage de script mIRC permet à des utilisateurs malveillants de faire exécuter par les autres des lignes de code malicieux, principalement en faisant taper par leur victime des commandes telles que //write $decode(). Depuis la version 6.17, ces fonctions critiques sont désactivées par défaut et des options de verrouillage des fonctions dangereuses ont été ajoutées.
- mIRC utilise des possibilités de formatage du texte qui n'entrent pas dans le standard IRC, et de par là même nécessite des autres clients IRC un traitement particulier pour les interpréter correctement. De plus, la gestion des couleurs dans mIRC lui-même est ambigüe et ne suit aucun standard commun, nuisant aux autres clients qui tentent de les implémenter[3].